# Vasilij Smislov
Vasilij Vasiljevič Smislov (rus. Василий Васильевич Смыслов) (Moskva, 24. ožujka 1921. – Moskva, 27. ožujka 2010.), sovjetski/ruski velemajstor i svjetski šahovski prvak. 

## Životopis
Učio je igrati šah od svoje 6. godine. Mnogo je naučio o šahu od svog oca i učio je čitajući šahovske knjige iz očeve biblioteke. Njegov otac je 1912. pobijedio Aleksandra Aljehina na jednom od turnira. Smislov je bio operski pjevač, iako je šah postao njegova glavna preokupacija kada je doživio neuspjeh na audiciji za Boljšoj teatar 1950. godine. Jednom prigodom je rekao: "Uvijek ću živjeti između šaha i glazbe". Jednom je pjevao na švicarskom radiju. Porazio je Botvinika 1957. i postao svjetski prvak u šahu, ali je u revanšu izgubio titulu godinu dana kasnije.
Bio je poznat po svom pozicijskom stilu, kao i po igranju završnica, ali mnoge od njegovih partija karakterizira spektakularan taktički udarac. Nemjerljiv je njegov doprinos u teoriji šahovskih otvaranja, uključujući Englesko otvaranje, Grünfeldovu obranu, Španjolsku partiju i Sicilijansku obranu.
Smislov je 1948. godine igrao turnir za svjetskog prvaka kako bi se odlučilo tko će biti Aljehinov nasljednik. Završio je na drugom mjestu iza Botvinika. Poslije pobjede na turniru kandidata 1953. u Zürichu, 1954. godine igrao je za titulu s Botvinikom. Pošto se meč završio neriješeno, Botvinik je zadržao titulu. Igrali su ponovo 1957. (Smislov je ponovo pobijedio na meču kandidata u Amsterdamu 1956.) i ovoga puta Smislov je pobijedio rezultatom 12.5:9.5. Naredne godine Botvinik se revanširao i vratio titulu rezultatom 12.5:10.5.

## Kronologija turnira
- Siječnja 1938. Smislov pobjeđuje na juniorskom turniru u Rusiji. Također, iste godine, dijeli 1. mjesto s ruskim majstorom Sergejom Belaventom na turniru u Moskvi.
- 1940. igra na prvenstvu SSSR-a, gdje se plasira na 3. mjesto (8 pobjeda i 10 remija).
- 1941. igra na Lenjingradsko-moskovskom turniru, gdje također zauzima 3. mjesto, iza Botvinika i Keresa, (4 pobjede, 12 remija i 4 poraza).
- 1942. Smislov pobjeđuje na Moskovskom turniru (8 pobjeda, 5 remija i 3 poraza).
- 1944. zauzima 2. mjesto iza Botvinika na prvenstvu SSSR-a.
- 1944. – 1945. Smislov pobjeđuje na Moskovskom prvenstvu.
- 1945. dva puta pobjeđuje Reshevskyja u radijskom meču SSSR protiv SAD-a.
- 1946. zauzima 3. mjesto iza Botvinika i Euwea (7 pobjeda, 11 remija i 1 poraz).
- 1948. FIDE organizira turnir u Haagu i Moskvi za prvaka svijeta. Smislov zauzima 2. mjesto, iza Botvinika.
- Studenog 1949. Smislov dijeli 1. mjesto s Davidom Bronsteinom na 17. prvenstvu SSSR-a (9 pobjeda, 8 remija i 2 poraza).
- 1950. na turniru kandidata u Budimpešti, Smislov zauzima 3. mjesto iza Bronsteina i Boleslavskog (5 pobjeda, 10 remija i 3 poraza).
- 1953. u Neuhausenu-Zürichu pobjeđuje na drugom turniru kandidata (9 pobjeda, 18 remija i 1 poraz).
- Ožujka 1954. u Moskvi Smislov igra meč za titulu prvaka svijeta s Botvinikom. Meč završava neriješeno, čime Botvinik zadržava titulu.
- 1955. pobjeđuje u Zagrebu (10 pobjeda i 9 remija).
- 1956. pobjeđuje u Amsterdamu na turniru kandidata (6 pobjeda, 11 remija i 1 poraz).
- 1956. u Moskvi na Prvom memorijalnom Aljehinovom turniru dijeli 1. mjesto s Botvinikom (7 pobjeda i 8 remija).
- Travnja 1956. pobjeđuje na turniru kandidata održanom u Nizozemskoj.
- 1957. u Moskvi igra meč s Botvinikom za titulu svjetskog prvaka. Ovoga puta Smislov pobjeđuje rezultatom od 6 pobjeda, 13 remija i 3 poraza.
- 1958. u Moskvi u revanš-meču Smislov gubi titulu. Njegov skor je tada bio 5 pobjeda, 11 remija i 7 poraza. Bio je prvak jednu godinu i 12 dana.
- 1959. u meču kandidata s Mihailom Taljom gubi, da bi se ovaj sastao s Botvinikom, godinu dana kasnije.
- 1960. u Moskvi pobjeđuje.
- 1963. u Moskvi pobjeđuje.
- 1965. u Havani pobjeđuje na Capablankinom memorijalnom turniru (ispred Fischera).
- 1965. Smislov gubi u četvrtfinalu od Gelera u meču kandidata. Ove godine je Boris Spaski pobijedio u mečevima kandidata.
- 1968. – 1969. u Hastingsu pobjeđuje.
- 1969. u Monte Carlu pobjeđuje.
- 1971. u Moskvi zauzima 3. mjesto.
- 1975. u Teessideu (Engleska) zauzima 2. mjesto.
- 1976. u Lone Pineu, Kalifornija, pobjeđuje Petrosjana.
- 1978. u Buenos Airesu zauzima 2. mjesto.
- 1981. u Moskvi zauzima 2. mjesto.
- 1982. u Las Palmasu, u svojoj 61. godini zauzima drugo mesto iza Riblija sa skorom od 6 pobeda, 5 remija i 2 poraza. Bio je najstariji igrač koji se kvalificirao za turnir kandidata.
- 1983. u Austriji Smislov igra neriješeno s Robertom Hubnerom u četvrtfinalu mečeva kandidata (1 pobjeda, 12 remija i 1 poraz) i, po važećim pravilima, proglašen je za pobjednika.
- 1984. u polufinalu porazio je Zoltána Riblija iz Mađarske (3 pobjede, 7 remija i 1 poraz).
- 1984 u finalu gubi od Kasparova rezultatom 8.5:4.5. Smislov je učestvovao u mečevima kandidata više od bilo kog drugog igrača, u rasponu od 33 godine (od 1950-1983).
- 1991. u Njemačkoj Smislov pobjeđuje na prvom seniorskom prvenstvu svijeta. Imao je 70 godina.
- 1997. u Kopenhagenu učestvuje u meču "Veterani protiv dama".

## Izuzetna aktivnost
Na šahovskim olimpijadama Smislov je pobijedio u 69 partija, imao 42 remija i izgubio samo 2 partije.
Na turnirima za prvaka svijeta Smislov je imao skor od 24 pobjede, 44 remija i 21 poraza. Njegov najveći rejting bio je 2690. Njegova uspješnost u postotcima iznosi 60%.
Smislov je bio jedan od najaktivnijih i najjačih velemajstora na svijetu. Vrlo malo igrača ima takvu životnu snagu da toliko dugo zadrži najviši nivo i kvalitet partija koje igra, kada bi većina običnih ljudi otišla u mirovinu.

## Odabrane partije
- Petrosjan - Smislov, Prvenstvo SSSR-a, Moskva, 1949, Sicilijanka, Scheveningenska varijacija, Klasična (B84) - prvi susret dvojice budućih prvaka pripao je Smislovu u preciznoj pozicijskoj izvedbi
- Smislov - Geller, Prvenstvo SSSR-a, Moskva, 1951, Sicilijanka, Zatvorena varijanta (B26) - Smislov je kroz svoj život periodično koristio ovu varijantu i napravio nekoliko značajnih poboljšanja
- Keres - Smislov, Turnir kandidata, Zürich, 1953, Englesko otvaranje: Anglo-indijska obrana. Ježev sistem (A17) - u ključnom susretu u završnoj fazi turnira Smislov odbija veoma opasan Keresov napad i stavlja se u poziciju osvajanja turnira
- Smislov - Botvinik, Meč za titulu svjetskog prvaka, Moskva, 1954, 9. partija, Francuska obrana, Winawerova varijanta, Varijacija s povlačenjem, Armenska linija (C18) - žrtvom dame Smislov razbija jednu od omiljenih varijanti svjetskog prvaka i ostvaruje iznenađujuću pobjedu
- Botvinik - Smislov, Meč za titulu svjetskog prvaka, Moskva, 1954, 14. partija, Kraljeva indijska obrana, Fianchetto varijacija, Klasični fianchetto (E67) - nakon jedne od najdubljih priprema kod kuće ikad viđenih, Smislov izvodi lanac taktičkih čarolija, uključujući i žrtvu dame, i ostvaruje lijepu pobjedu koja je iz temelja promijenila teoriju u ovoj varijanti
- Smislov - Bronstein, Kandidatski turnir, Amsterdam, 1956, Englesko otvaranje, Anglo-indijska obrana, Varijanta kraljevog skakača (A15) - dvojica igrača borili su se za pravo da se kvalificiraju, u završnoj fazi turnira, i Smislov pronalazi put do pobjede
- Smislov - Talj, Kandidatski turnir, Bled, 1959, Sicilijanka, Najdorfova, Opecenskyjeva varijanta, Tradicionalna linija (B92) - bio je to njihov prvi međusobni susret i mlada zvijezda Talj dobiva oštru lekciju od veterana
- Fischer - Smislov, Kandidatski turnir, Bled, 1959, Sicilijanka, Fischer-Sozinov napad, Opća varijanta (B86) - 16-ogodišnji Fischer izbrusio je ovo otvaranje u sjajno oružje, ali ovdje mu Smislov pokazuje nekoliko novih caka
- Smislov - Spaski, Timski meč "Moskva - Lenjingrad", 1960, Aljehinova obrana, Moderna varijanta, Glavna linija (B05) - Spaski pokušava neobičnu Aljehinovu obranu i biva potučen poprilično brzo
- Smislov - Karpov, Prvenstvo SSSR-a, Lenjingrad, 1971, Odbijeni damin gambit, Polu-Tarrascheva obrana, Pillsburyjeva varijanta (D41) - Karpov je bio mlada nadolazeća zvijezda, ali ovdje je izdržao samo 29 poteza protiv 30 godina starijeg velemajstora
- Smislov - Kasparov, Sovjetski trening-turnir za olimpijadu (?) 1980, Sicilijanka, Najdorfova, Scheveningenska varijanta (B84) - Smislov je u okršaju s 42 godine mlađim Kasparovom, ali preciznom pobjedom nad budućim svjetskim prvakom pokazuje da je šah igra za sve dobi

## Vanjske poveznice
- Izabrane partije

| Prethodnik:     | Svjetski šahovski prvak 1957 – 1958. | Nasljednik:     |
| Mihail Botvinik | Svjetski šahovski prvak 1957 – 1958. | Mihail Botvinik |